# Barby Kelly
Barbara Ann Kelly (28. dubna 1975, Belascoáin, Španělsko – 15. dubna 2021) byla irská zpěvačka, skladatelka a textařka, bývalá členka skupiny The Kelly Family.

## Počátky
Narodila se v Belascoáinu do rodiny Barbary Ann Kelly a Daniela Jerome Kellyho jako páté jejich společných dětí. Stejně jako ostatní sourozence i jí rodiče od narození hudebně vzdělávali. Během působení ve skupině hrála především na konga, dále na akordeon, akustickou kytaru, klavír, buben a perkuse. Věnovala se také baletu a navrhovala koncertní kostýmy.

## Kariéra
Barby Kelly se ke skupině poprvé přidává po vydání debutového alba Christmas All Year. Nejdříve vystupovala jako tanečnice, poté se zapojila i hraním na hudební nástroje a zpěvem.
K nejúspěšnějším písním, kde je hlavní zpěvačkou právě Barby, patří skladby jako Baby Smile, Hooks nebo She's Crazy, která je jakýmsi vyprávěním o ní samotné.
Skupinu opustila mezi lety 2000–2002, kdy se začaly více projevovat její psychické potíže. S kapelou se objevila poprvé po dlouhé době až při několika vystoupeních v roce 2012 při turné Stille Nacht.

## Osobní život
Barby Kelly byla svobodná a bezdětná, plynule mluvila anglicky, španělsky, německy a francouzsky. Před rokem 2002 ještě s kapelou spolupracovala na albu La Patata, poté se ale kvůli zdravotním potížím stáhla do ústraní. Podle všeho neustála tlak na skupinu, který v tomto období rostl. Zemřela 15. dubna 2021 ve věku 45 let.